# Rotherham United Football Club 2017-2018
Questa voce raccoglie le informazioni riguardanti il Rotherham United Football Club nelle competizioni ufficiali della stagione 2017-2018.

## Rosa
| N. |                        | Ruolo | Calciatore     |
| -- | ---------------------- | ----- | -------------- |
| 2  | Irlanda (bandiera)     | D     | Josh Emmanuel  |
| 3  | Inghilterra (bandiera) | D     | Joseph Mattock |
| 4  | Inghilterra (bandiera) | C     | Will Vaulks    |
| 5  | Nigeria (bandiera)     | D     | Semi Ajayi     |
| 6  | Inghilterra (bandiera) | D     | Richard Wood   |
| 7  | Irlanda (bandiera)     | C     | Anthony Forde  |
| 8  | Inghilterra (bandiera) | C     | Matt Palmer    |
| 9  | Inghilterra (bandiera) | A     | Jamie Proctor  |
| 10 | Inghilterra (bandiera) | A     | David Ball     |
| 11 | Inghilterra (bandiera) | C     | Jon Taylor     |
| 12 | Galles (bandiera)      | P     | Lewis Price    |
| 13 | Slovacchia (bandiera)  | P     | Marek Rodák    |
| 16 | Irlanda (bandiera)     | C     | Darren Potter  |

| N. |                             | Ruolo | Calciatore      |
| -- | --------------------------- | ----- | --------------- |
| 17 | Irlanda (bandiera)          | C     | Richie Towell   |
| 18 | Inghilterra (bandiera)      | D     | Ben Purrington  |
| 20 | Inghilterra (bandiera)      | D     | Michael Ihiekwe |
| 21 | Inghilterra (bandiera)      | A     | Jerry Yates     |
| 22 | Inghilterra (bandiera)      | C     | Joe Newell      |
| 23 | Australia (bandiera)        | C     | Ryan Williams   |
| 24 | Inghilterra (bandiera)      | C     | Michael Smith   |
| 25 | Giamaica (bandiera)         | D     | Shaun Cummings  |
| 30 | Inghilterra (bandiera)      | P     | Laurence Bilboe |
| 31 | Irlanda del Nord (bandiera) | A     | Caolan Lavery   |
| 37 | Inghilterra (bandiera)      | D     | Mason Warren    |
|    | Inghilterra (bandiera)      | A     | Kuda Muskwe     |